# 宁波市第六医院
宁波市第六医院，是中国浙江省宁波市鄞州区一所公立骨科专科医院，医院组建于2001年6月16日，以曙光手外科医院和百丈骨伤医院为基础而组建:19，目前医院为三级甲等骨科专科医院，浙东区域骨科专病中心，国家卫健委加速康复外科骨科首批试点医院，以及上海交通大学医学院附属第九人民医院的医疗协作单位和住院医生实训基地、复旦大学医学院手外科研究生教育基地、宁波大学医学院附属医院（非直属）及骨科硕士研究生培养基地以及宁波市国际医疗服务示范单位。